# Carpignano Sesia
Carpignano Sesia é uma comuna italiana da região do Piemonte, província de Novara, com cerca de 2.541 habitantes. Estende-se por uma área de 14 km², tendo uma densidade populacional de 182 hab/km². Faz fronteira com Briona, Fara Novarese, Ghemme, Ghislarengo (VC), Lenta (VC), Sillavengo, Sizzano.

## Demografia
| Variação demográfica do município entre 1861 e 2011                               |
|                                                                                   |
| Fonte: Istituto Nazionale di Statistica (ISTAT) - Elaboração gráfica da Wikipedia |